# 十日町きものGOTTAKU
十日町きものGOTTAKU（とおかまちきものごったく）は、新潟県十日町市で開催される着物工場見学イベントである。イベントの正式名称は「～職人探訪～十日町きものGOTTAKU」という。主催は十日町きものGOTTAKU実行委員会。十日町市が2018年（平成30年）から開催している「十日町きもの月間」の一行事である。

## 概要
新潟県十日町市は全国屈指の着物産地（高級絹織物産地）として知られ、十日町絣（伝統工芸品）や十日町明石ちぢみ（伝統工芸品）など先染技術の着物、振袖や訪問着など後染技術の着物の双方を製造している。
例年5月第3週の木曜日から日曜日にかけて、十日町市内で着物工場見学イベントとして十日町きものGOTTAKUが行われ、関係者以外は立ち入りが困難な着物工場を見学することができる。
「きもののまち十日町」の認知度向上、交流人口の拡大を目的としている。2019年（令和元年）には工場見学者は延べ760人であり、見学者の内訳は新潟県内在住者が71%、県外在住者が29%だった。

## 歴史
- 第1回 - 2018年（平成30年）5月17日～5月19日[1]
- 第2回 - 2019年（令和元年）5月16日～5月19日[4]
- 第3回 - 2020年（令和2年）5月14日～5月17日（※新型コロナウイルスの感染拡大防止のため中止[5]）